# R.E.P.O.
R.E.P.O. (Retrieve, Extract and Profit Operation; lit.  "Operação de Recuperação, Extração e Lucro") é um futuro jogo eletrônico cooperativo online de terror e sobrevivência desenvolvido e publicado pelo estúdio de jogos sueco Semiwork para Microsoft Windows. Foi lançado em acesso antecipado em 26 de fevereiro de 2025 no Steam. Ele foi desenvolvido no mecanismo de jogo Unity usando Photon para rede.

## Jogabilidade
A jogabilidade de R.E.P.O. é semelhante à de Lethal Company. O jogo pode comportar até seis jogadores, que têm a missão de encontrar itens e objetos valiosos. Os jogadores devem manusear os objetos com cuidado e evitar quebrá-los, além de levar os objetos aos pontos de extração para receber dinheiro no jogo.
O jogo adere a um formato roguelike, empregando a geração de procedimentos para criar layouts de instalações exclusivos para cada jogada. Esses ambientes apresentam variações aleatórias na disposição dos cômodos, na colocação de itens, nas ameaças ambientais e na distribuição de inimigos. Os jogadores operam sob condições de tempo limitado, com dificuldade crescente ligada a estadias prolongadas em zonas de missão. Os resultados da missão — bem-sucedidos ou fracassados — determinam os ganhos monetários e a progressão, incentivando a avaliação de riscos calculados. Entre as implantações, os jogadores alocam os fundos adquiridos para atualizações permanentes, incluindo aprimoramentos de equipamentos, desbloqueios de novas ferramentas e melhorias na capacidade de sobrevivência. A mecânica principal prioriza o jogo cooperativo, exigindo coordenação verbal e planejamento estratégico, principalmente durante as fases de extração, onde os riscos são maiores.

## Recepção
Shaun Cichacki, da Vice, disse que "R.E.P.O. é um caos para 6 jogadores da melhor maneira possível" e que "não me canso de jogar". Elie Gould, da PC Gamer, disse: "R.E.P.O. é um fantástico jogo de terror cooperativo que pode se comparar a grandes jogos como Lethal Company".
Em 11 de março de 2025, R.E.P.O. tinha 145 000 jogadores ativos no Steam.
Em abril de 2025, R.E.P.O. recebeu uma classificação "extremamente positiva" no Steam.
Após seu lançamento, R.E.P.O. atingiu um pico de 230 000 jogadores simultâneos durante seu primeiro fim de semana. Na semana de 11 a 18 de março de 2025, foi o jogo pago de maior bilheteria no Steam e ficou em segundo lugar em receita geral, atrás de Counter-Strike 2 da Valve Corporation.